# Ghadir Khumm
Il Ghadīr Khumm (Arabo ﻏﺪﻳﺮ ﺧﻢ) era un invaso d'acqua, o stagno (ghadīr ), sito nella località di Khumm (tra i centri urbani di Mecca e Medina) presso il quale, secondo una tradizione islamica sciita, il profeta Maometto si sarebbe fermato coi suoi seguaci il 16 marzo 632, sulla strada di ritorno a Medina, dopo aver compiuto a Mecca il cosiddetto "Pellegrinaggio dell'Addio".
Qui egli avrebbe preso per mano suo cugino e genero ʿAlī e avrebbe esortato i presenti a riconoscerlo come mawlā (tutore) in sua vece, affermando: «Di colui di cui io sono mawlā, anche ‘Alī sarà mawlā».
La frase costituirebbe, secondo gli sciiti, una sorta d'investitura e una precisa indicazione che a guidare la comunità islamica (Umma ) dovesse essere appunto ‘Alī, dopo la morte del Profeta.
Le fonti storiche più antiche (Ibn Ishāq/Ibn Hishām, Ṭabarī e altri cronisti e annalisti) ignorano per lo più tale tradizione, svuotando di significato il suo portato istituzionale ma ad avvalorarle resta la menzione fatta dell'episodio da parte di Ibn Hanbal nel suo Musnad.